# Emili Eroles
Emili Eroles (Tárrega, 1895-Barcelona, 1983) fue un librero y escritor catalán. Conoció Joan Salvat-Papasseit en 1911 cuando ambos eran adolescentes y mantuvieron una estrecha amistad hasta la muerte de Salvat en 1924.
Eroles tenía en aquellos años un puesto de venta de libros viejos en el Mercado de Santa Madrona, punto de encuentro y tertulia política y cultural. Allí compartió tertulia con Salvat, Joan Alavedra, Antoni Palau y otros apasionados de los libros y la política. El librero mantuvo el puesto como mínimo hasta los años sesenta.
El 1911 Eroles, Alavedra, Palau y Salvat se afiliaron al Ateneo Enciclopédico Popular y crearon el Grupo Antiflamenquista ProCultura. Esta asociación informal tenía como objetivo la publicación de panfletos que pegaban en las calles. Una tarde de domingo repartieron hojas de mano en protesta de las corridas de toros bravos a la Plaza de las Arenas.
Eroles y Palau marcharon el 1914 en París, donde meses más tarde los sorprendió la Primera Guerra Mundial. A finales de aquel año volvió a Barcelona y junto con Salvat y empezaron a colaborar a la revista radical de izquierdas Los Miserables. En este contexto empezó a leer obras de los autores que, en su diversidad, irían definiendo su línea ideológicas y temas de interés: Nietzsche, Ibsen y Gorki, entre otros. 
El 1971 publicó Memòries d'un llibre vell (cent anys de la vida d'un llibre), obra preciada en círculos bibliofilos.